# Phytomyza angelicae
Phytomyza angelicae är en tvåvingeart som beskrevs av Johann Heinrich Kaltenbach 1874. Phytomyza angelicae ingår i släktet Phytomyza och familjen minerarflugor. Arten är reproducerande i Sverige. Inga underarter finns listade i Catalogue of Life.